# Prionobelum maculosum
Prionobelum maculosum är en mångfotingart som först beskrevs av Carl Graf Attems 1935.  Prionobelum maculosum ingår i släktet Prionobelum och familjen Zephroniidae. Inga underarter finns listade i Catalogue of Life.